# Decapitação de João Batista

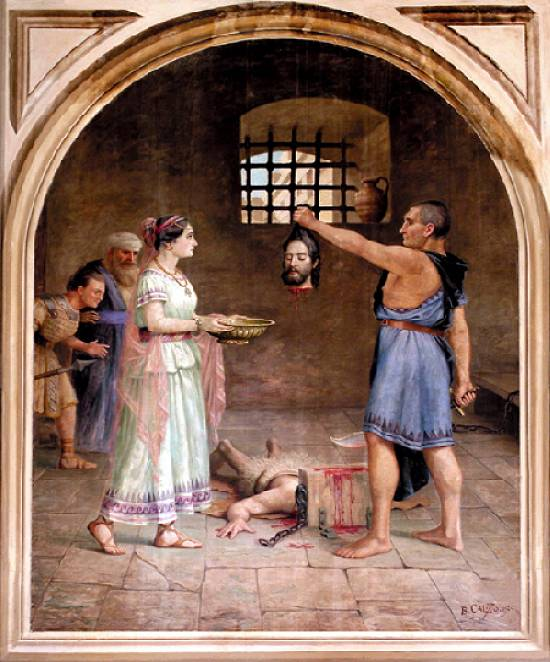
Degolação de São João Batista.
1924. Por Benedito Calixto, na Igreja Matriz de São João Batista, em Bocaina, São Paulo.

Decapitação de João Batista (alternativamente Decapitação de São João Batista ou Decapitação do Anunciador) é um dia santo observado por várias denominações cristãs. Este dia comemora o martírio de João Batista.
Em 29 de agosto de 2012, durante uma audiência pública televisionada no palácio de verão de Castel Gandolfo, papa Bento XVI defendeu que a descoberta da cabeça fragmentada de São João Batista pela segunda vez atesta a veneração milenar da santidade da relíquia, que data da era apostólica. Além disso, o pontífice também lembrou da festa que comemora o translado desta relíquia para o novo santuário na Basílica de San Silvestro in Capite, em Roma. 

## Relatos
O relato bíblico representa a decapitação de João Batista por Herodes Antipas (em Mateus 14:1–12. Marcos 6:14–29 e Lucas 9:7–9). De acordo com os evangelhos sinóticos, Herodes mandou prender João por ele o ter admoestado por se divorciar de sua esposa (Fasélia - Phasaelis) e, ilegitimamente, tomar como amante Herodias, a esposa de seu irmão Herodes Filipe I. No aniversário de Herodes, a filha de Herodias (tradicionalmente chamada de Salomé) dançou perante o rei e seus convidados. Sua dança agradou tanto Herodes que, bêbado, ele prometeu a ela qualquer coisa que desejasse, limitando a promessa em metade de seu reino. Quando a filha perguntou à mãe o que deveria pedir, Herodias pediu que ela pedisse a cabeça de João Batista numa bandeja. Mesmo chocado com o pedido, Herodes relutantemente concordou e mandou executar João na prisão.
O historiador judeu Flávio Josefo também relata, em suas "Antiguidades Judaicas", que Herodes mandou matar João, afirmando que ele o fez "pois a grande influência que João tinha sobre o povo poderia colocar em suas [de João] mãos o poder e a vontade de levantar uma rebelião, (pois o povo parecia pronto para fazer o que quer ele pedisse), [assim Herodes] pensou que o melhor seria eliminá-lo". Ele afirma ainda que muitos dos judeus acreditavam que o desastre militar que sobreveio a Herodes pelas mãos de Aretas, seu sogro (pai de Fasélia), fora uma punição por seu comportamento no caso de João.

## Festividades

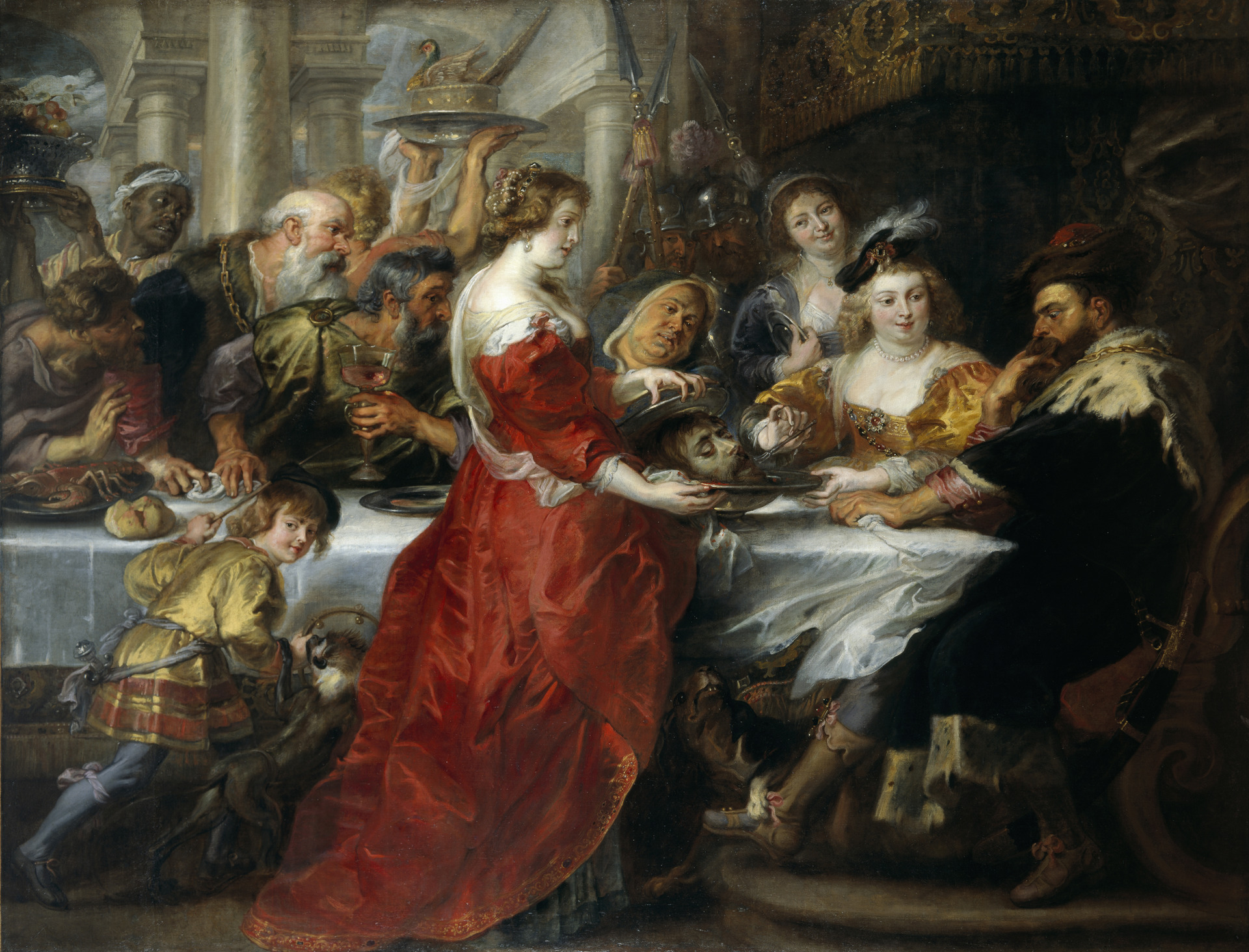
Festa de Herodes.
século XVII. Por Rubens, atualmente na Galeria Nacional da Escócia, em Edimburgo.

A comemoração litúrgica da Decapitação de São João Batista é quase tão antiga quanto as comemorações de seu nascimento, que é uma das festas mais antigas, se não a mais antiga, a serem introduzidas nas liturgias do oriente e do ocidente para homenagear um santo.
A Igreja Católica Romana celebra a festa em 29 de agosto, assim como a Igreja Luterana e a Igreja Anglicana, incluindo aí diversas províncias nacionais da Comunhão Anglicana.
A Igreja Ortodoxa e as Igrejas Católicas Orientais também celebram em 29 de agosto, só que no calendário juliano, utilizado entre outras pelas Igrejas Ortodoxas Russa, Macedônica e Sérvia, e que corresponde ao dia 11 de setembro no calendário gregoriano. O dia é sempre observado como um dia de jejum rigoroso. Em algumas culturas ortodoxas mais piedosas, o povo se recusa a comer num prato, usar facas ou comer alimentos de formato redondo neste dia.
A Igreja Apostólica Armênia celebra a Decapitação de São João Batista no sábado da Semana de Páscoa.
A Igreja Ortodoxa Síria, a Igreja Ortodoxa Malancara e a Igreja Católica Siro-Malancar comemoram o martírio de João em 7 de janeiro.

## Festas relacionadas

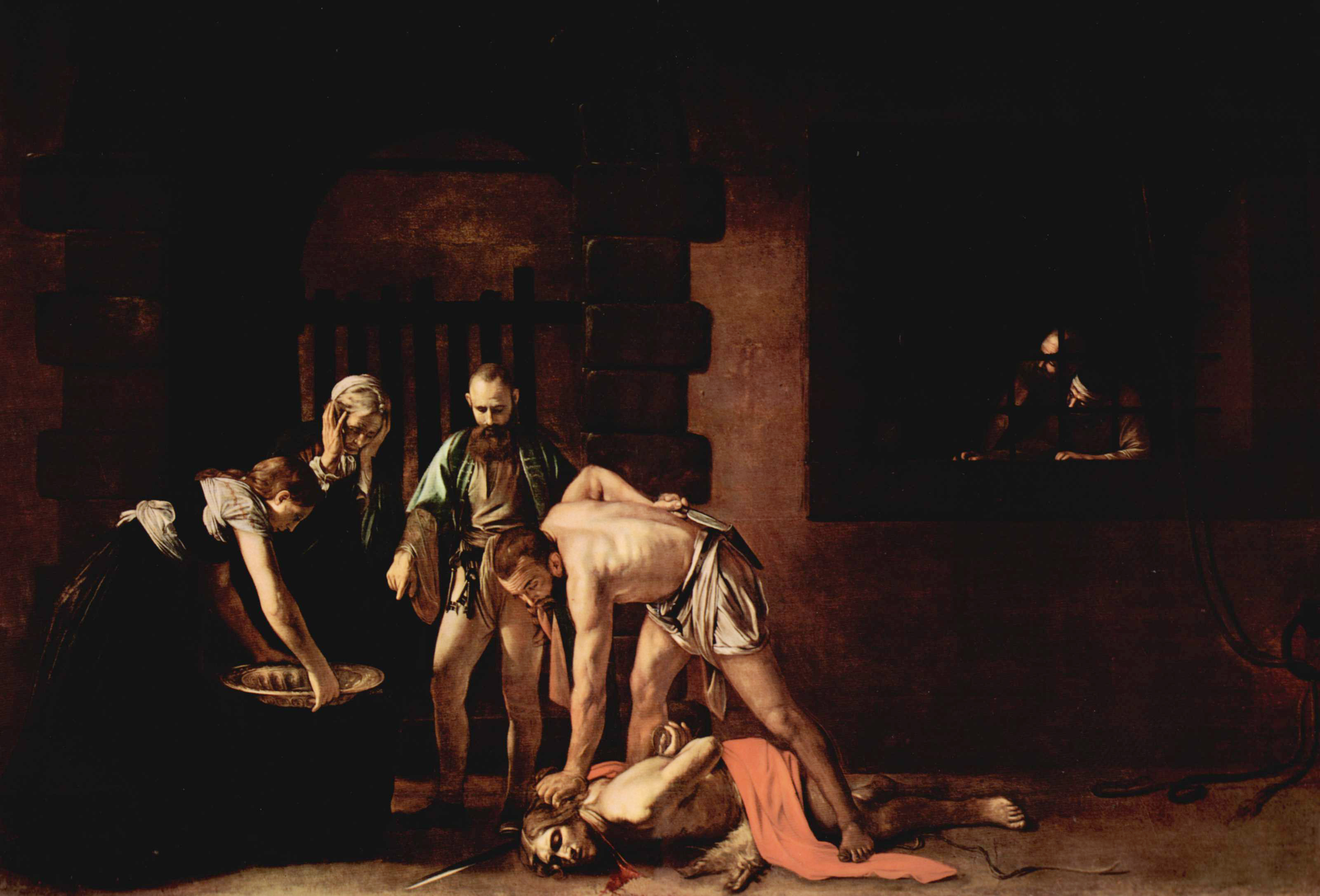
Decapitação de João Batista 1608.
Obra de Caravaggio, atualmente na Igreja de São João, em Valeta, na Ilha de Malta.

Há duas outras festas relacionadas observadas pelos cristãos orientais:
- Primeira e Segunda descoberta da Cabeça de São João Batista (em 24 de fevereiro). De acordo com a tradição, após a execução de João Batista, seus discípulos enterraram seu corpo em Sebaste, mas Herodias enterrou a sua cabeça num monte de esterco. Posteriormente, Santa Joana, que era casada com um servo de Herodes (vide Lucas 8:3), recuperou secretamente a cabeça e a enterrou no Monte das Oliveiras, onde ela permaneceu escondida por séculos[3]:

- - A "Primeira descoberta" ocorreu no século IV. A posse do local no Monte das Oliveiras onde a cabeça foi enterrada eventualmente passou para as mãos de um oficial do governo que se tornara um monge de nome Inocente. Ele construiu uma igreja e uma cela monástica ali. Quando ele começou a cavar para fazer a fundação, o recipiente com a cabeça de João foi encontrada. Mas, temeroso de que a relíquia pudesse ser dessecrada por infiéis, ele a escondeu novamente no mesmo lugar onde a encontrara. Após a sua morte, a igreja se arruinou e acabou sendo destruída.

- - A "Segunda descoberta" ocorreu no ano de 452. Durante os dias de Constantino, dois monges em peregrinação a Jerusalém teriam tido visões de João Batista, que lhes revelou a localização de sua cabeça. Eles descobriram a relíquia, a colocaram num saco e voltaram para casa. No caminho, encontraram um ceramista de nome desconhecido e lhe deram o saco para carregar, sem contar-lhe o que ele continha. João então apareceu para ele e ordenou que ele fugisse dos preguiçosos e descuidados monges, levando consigo o que tinha em mãos. Ele o fez e levou a cabeça para casa consigo. Antes de morrer, ele a colocou num vasilhame e o entregou para sua irmã. Após algum tempo, um hieromonge de nome Eustácio, um ariano, tomou posse da cabeça e a utilizou para atrair fiéis para sua crença. Ele então enterrou a cabeça perto de Emesa, onde, eventualmente, um mosteiro foi construído. No ano de 452, São João apareceu para o arquimandrita deste mosteiro, Marcelo, e lhe indicou onde a cabeça estava escondida, enterrada num jarro de água. A relíquia foi então levada à cidade de Emesa e foi posteriormente transferida para Constantinopla.

- A Terceira descoberta da Cabeça de São João Batista é comemorada no dia 25 de maio. A cabeça foi transferida para Comana, na Capadócia, durante um período de ataques muçulmanos (por volta de 820) e foi enterrada novamente durante o iconoclasmo. Quando as veneração dos ícones foi restaurada, por volta de 850, o patriarca Inácio de Constantinopla (r. 847–857) viu, numa visão, o local onde ela fora enterrada. O patriarca comunicou o fato ao imperador bizantino Miguel III, o Ébrio (r. 842–867), que enviou uma delegação para Comana, onde a cabeça foi encontrada.[4]

## Relíquias

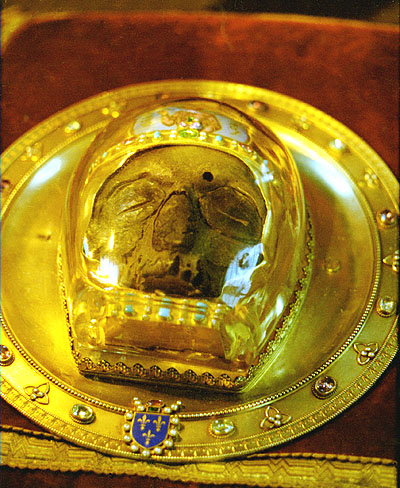
Cabeça de João Batista.
Na Catedral de Amiens, na França.

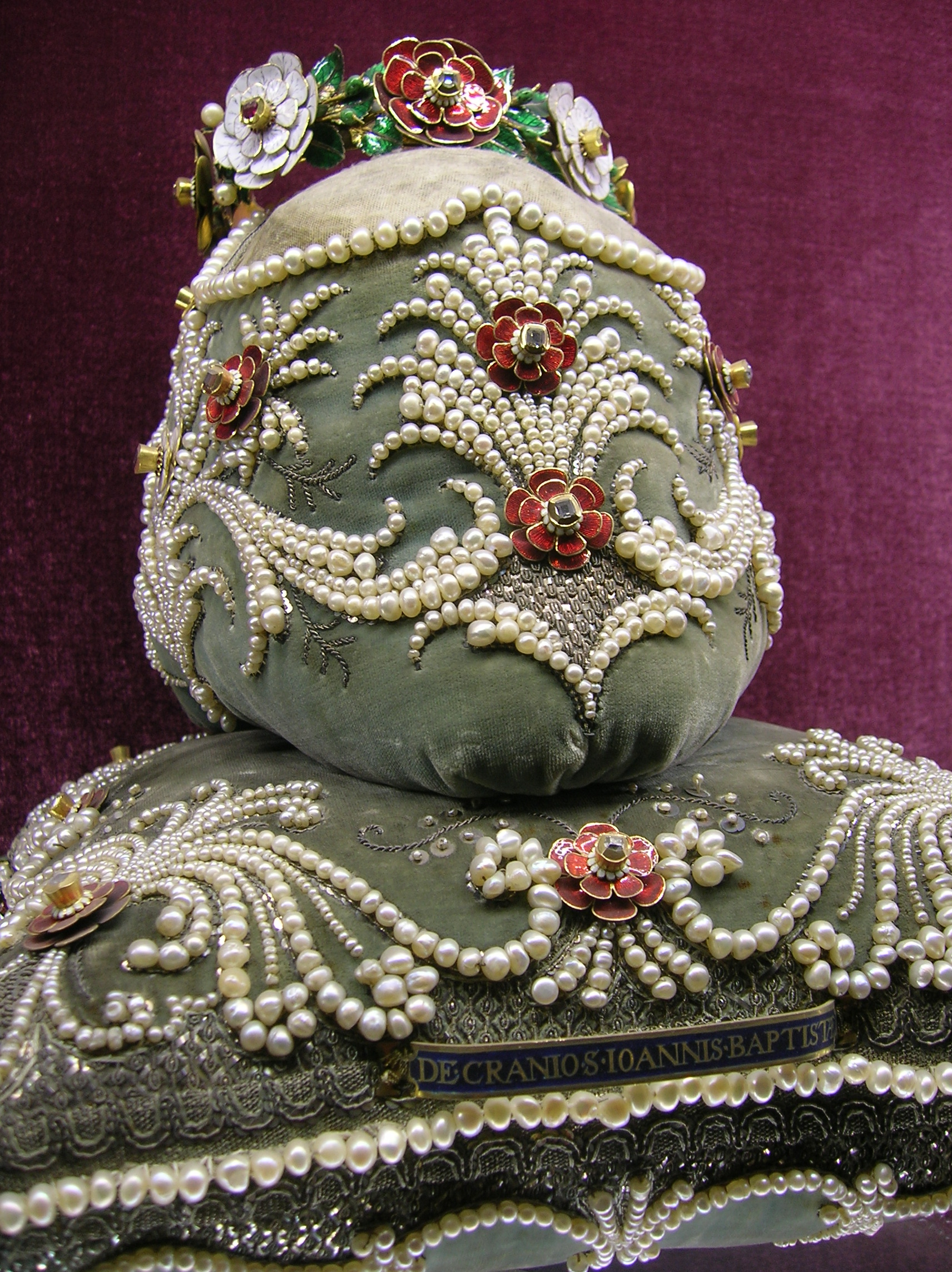
Cabeça de João Batista.
Na Residenz, em Munique.

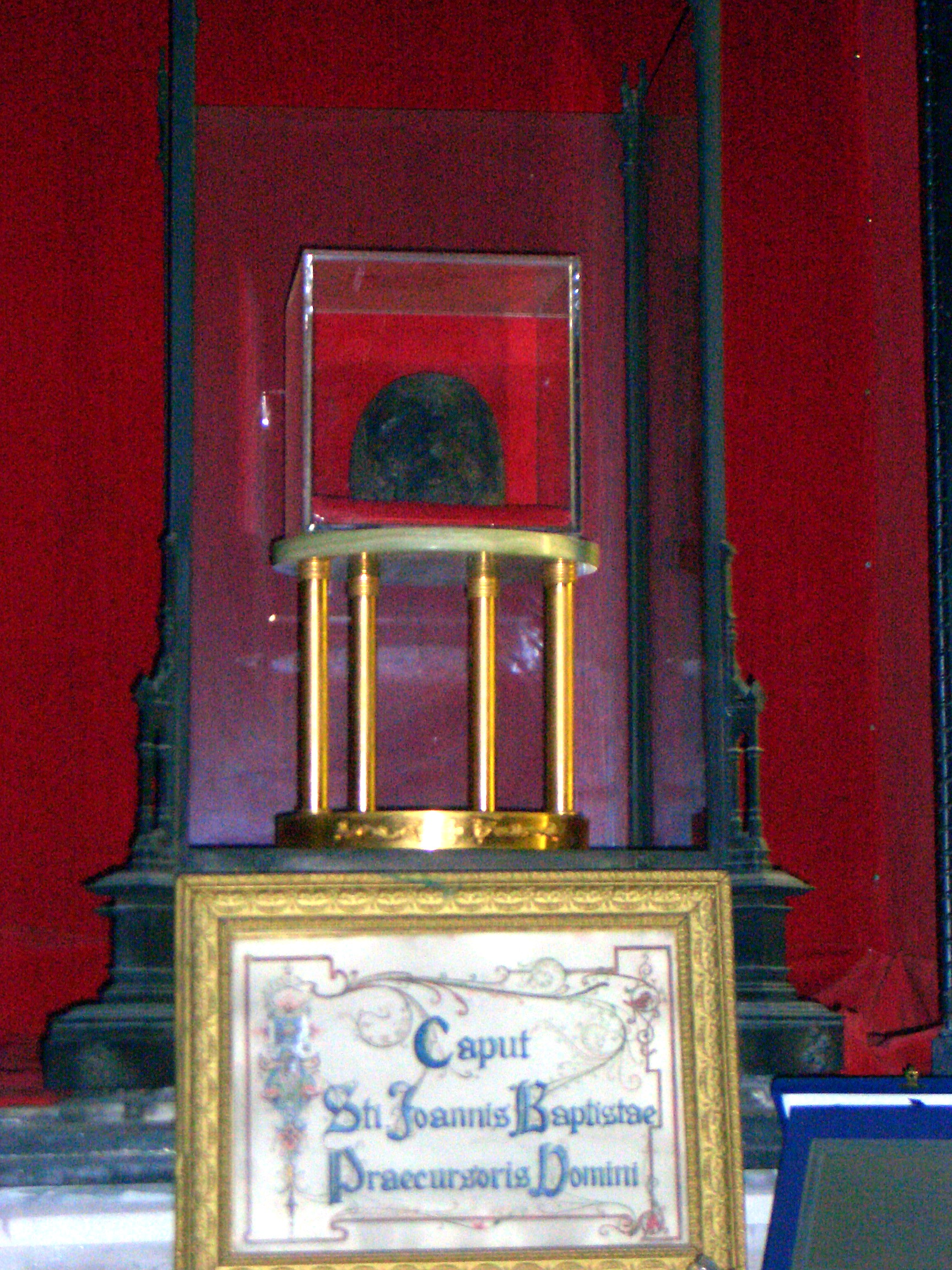
Cabeça de João Batista.
Na igreja de San Silvestro in Capite, em Roma.

De acordo com antigas tradições, o local onde o corpo de João Batista foi enterrado foi Sebaste, perto da moderna Nablus na Cisjordânia, em já no século IV se mencionam relíquias suas sendo homenageadas ali. Os historiadores Rufino e Teodoreto relatam que um templo a João foi dessecrado ali em 362 por ordem de Juliano, o Apóstata, que queimou parte dos ossos. Uma parte das relíquias foi salva e levada a Jerusalém, depois para Alexandria, onde, em 27 de maio de 395, elas foram depositadas na basílica recém-dedicada ao Precursor, justamente no local onde antes estava o Serapeu (Serapeum). O túmulo em Sebaste continuou, ainda assim, a ser visitado por peregrinos e São Jerônimo foi testemunha de milagres sendo realizados ali. Atualmente, o túmulo está preservado no interior da Mesquita de Nabi Yahya ("Mesquita de João Batista"), que é considerado um profeta pelo Islã.
O destino final da cabeça de João é difícil de determinar. Nicéforo e Simeão Metafrástes dizem que Herodias a enterrou a na fortaleza de Maquero (em concordância com Josefo). Outros escritores dizem que ela foi enterrada no Palácio de Herodes em Jerusalém. Ali ela foi descoberta durante a época de Constantino e foi, secretamente, levada para Emesa, na Fenícia, onde ela foi novamente escondida em um lugar que permaneceu secreto até que a localização foi novamente revelada milagrosamente em 452/3.

### Cabeça de São João Batista
Com o passar dos séculos, houve muitas discrepâncias nas várias lendas e nas histórias de diversas supostas relíquias no mundo cristão. Diversos locais diferentes reivindicam a posse da cabeça de João Batista. Entre os vários, estão:
- A tradição muçulmana mantém que a cabeça de João foi enterrada na Mesquita dos Omíadas, em Damasco. O papa João Paulo II visitou a tumba de João Batista ali em sua visita à Síria em abril de 2001.
- Na Idade Média, acreditava-se que os cavaleiros templários estavam com a cabeça e diversos registros de sua perseguição pela Inquisição, após a queda da ordem no início do século XIV, fazem referência a variadas formas de veneração à cabeça.[7]
- Alguns cristãos acreditam que a cabeça que está exposta na igreja de San Silvestro in Capite, em Roma, é a cabeça de São João.[1]
- A Catedral de Amiens alega ter a cabeça na forma de uma relíquia trazida de Constantinopla por Wallon de Sarton após o saque da cidade pela Quarta Cruzada (1204).
- Alguns acreditam que ela foi enterrada na cidade turca de Antioquia (Antáquia) ou no sul da França.[6]
- Em 1881, o The New York Times alegou que os internos de dois mosteiros franceses rivais costumavam exibir cabeças de São João, o primeiro a de "quando ele era um garoto" e outro o seu crânio após "ele ter se tornado um homem".[8]
- Alguns cristãos ortodoxos acreditam que um pedaço da cabeça está preservado no mosteiro romeno de Prodromo, em Monte Atos.
- Um relicário na Residenz, em Munique, está marcado como contendo o crânio de São João Batista.[9]

### Outras relíquias
Acredita-se que diversas outras relíquias de João Batista existam, inclusive as seguintes:
- De acordo com a tradição, São Lucas foi até a cidade de Sebaste e lá se apoderou da mão direita do Precursor (a mão que batizou Jesus) e a levou para Antioquia, sua cidade natal, onde ela realizou milagres. Reporta-se que a relíquia era exposta aos fiéis durante a Festa da Exaltação da Santa Cruz (14 de setembro). Se os dedos da mão estivessem abertos, interpretava-se como um sinal de um ano de abundância, se fechados, como de colheitas pobres (1 de setembro era o início do ano litúrgico e da estação das colheitas).
- Em 7 de janeiro, a Igreja Ortodoxa celebra a "Festa da Transferência da Mão Direita do Santo Precursor" de Antioquia para Constantinopla, em 956, e o "Milagre de São João, o Precursor, contra os muçulmanos em Quios".
- Em 1263, durante o domínio latino de Constantinopla pelos cruzados, o imperador franco Balduíno I deu um osso do pulso de São João Batista para Otono de Chichon que, por sua vez, o doou para uma abadia cisterciense na França.
- Acredita-se que o braço direito e um pedaço de seu crânio estejam expostos no Palácio Topkapı, em Istambul, na Turquia.
- No ano de 1484, a mão direita do Precursor foi dada pelo filho do sultão Bajazeto II para os cavaleiros hospitalares da Ilha de Rodes para conseguir sua boa vontade. Os cavaleiros posteriormente levaram a relíquia consigo quando eles mudaram a sede da ordem para Malta. Quando Napoleão conquistou a ilha em 1798, a mão foi um dos poucos tesouros que o grão-mestre Ferdinand von Hompesch recebeu permissão para levar embora da ilha.[10] Em 12 de outubro de 1799, após Hompesch ter renunciado, ela foi presenteada, juntamente com os demais tesouros da ordem - o ícone da Teótoco de Filermo e uma lasca da Vera Cruz - para o imperador Paulo I, da Rússia, que acabara de ser eleito como novo Grande Mestre da Ordem Maltesa e foi levada para a capela do Palácio do Priorado[11] em Gatchina, na Rússia. Após a morte de Paulo, em 1801, a relíquia foi transferida para o Palácio de Inverno, em São Petersburgo, e sobreviveu ao saque do local durante a Revolução Bolchevique em 1917 por estar na Igreja da cidade de Gatchina, junto com as outras relíquias, para uma celebração em sua honra no dia 12 de outubro.[10] A relíquia eventualmente foi depositada no Mosteiro de Ostrog, em Montenegro, e de lá para a sua localização atual, no Mosteiro de Cetinje, também em Montenegro.[12]
- Também acredita-se que a mão direita esteja preservada no Mosteiro Dionysiou, em Monte Atos.
- Acredita-se que relíquias de João Batista estão nas mãos do Mosteiro de São Macário, o Grande, copta-ortodoxo, em Escetes, no Egito.[13]
- Em julho de 2010, um pequeno relicário foi descoberto sob a basílica do mosteiro do século V na Ilha de Santo Ivã, na Bulgária. Arqueólogos locais o abriram em agosto e encontraram fragmentos de um crânio, uma mão e um dente, que eles acreditam ser de João Batista com base na interpretação da inscrição em grego no relicário.[14]